# Pohár Intertoto 2006

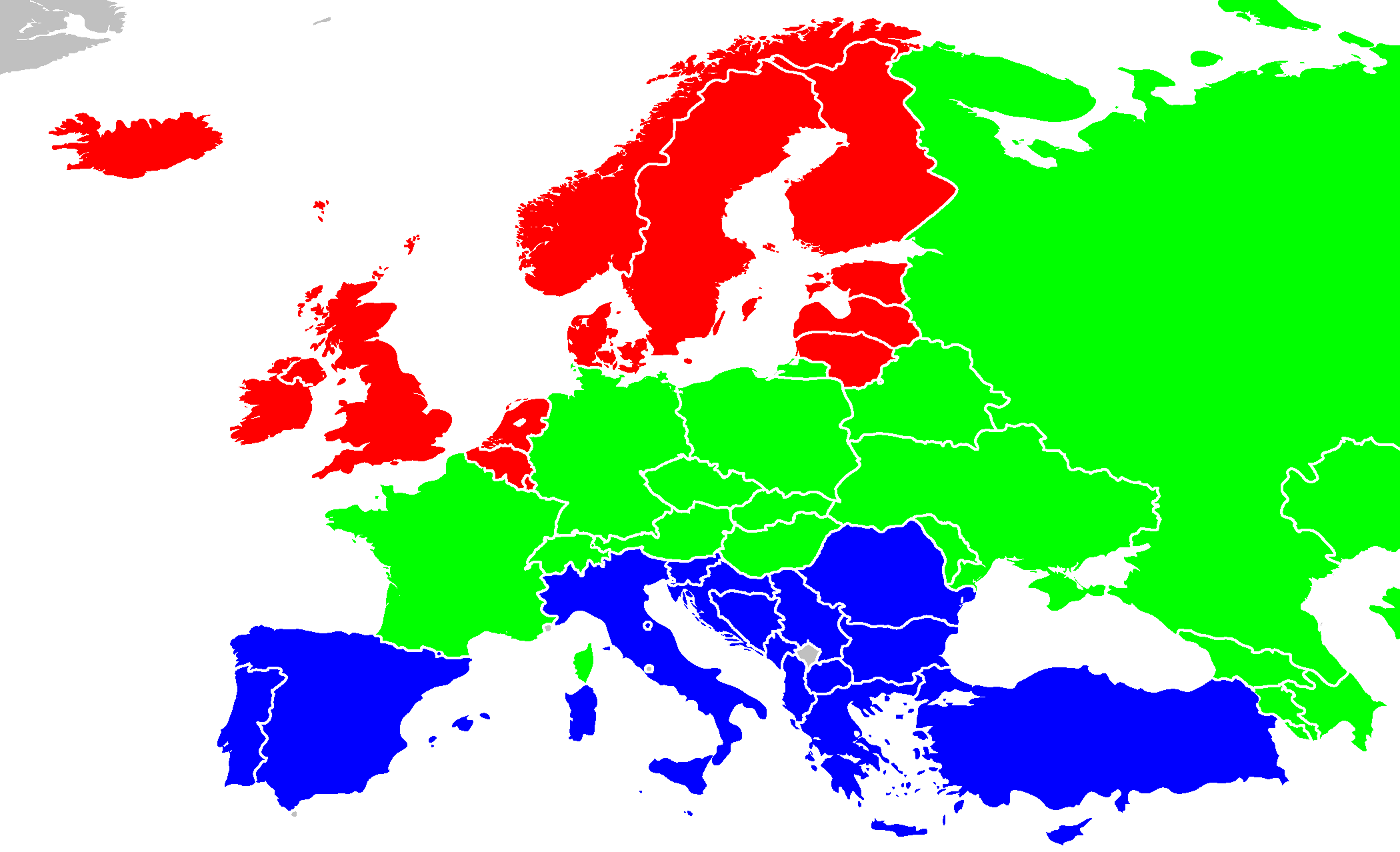
Barevné rozdělení podle evropských regionů

V roce 2006 se Intertoto Cup hrál poprvé podle nového formátu. Každá členská země UEFA mohla vyslat jen jediného zástupce, hrála se tři kola místo pěti, do Poháru UEFA postupovalo jedenáct týmů na rozdíl od dřívějších tří, ale nepostupovali rovnou do 1. kola, ale už do 2. předkola.

## Zápasy

### 1. kolo
| Domácí v 1. zápase          | Celkem         | Hosté v 1. zápase   | 1. zápas       | 2. zápas       |
| Severní Evropa              | Severní Evropa | Severní Evropa      | Severní Evropa | Severní Evropa |
| --------------------------- | -------------- | ------------------- | -------------- | -------------- |
| Knattspyrnudeild Keflavíkur | 4:1            | Dungannon Swifts FC | 4:1            | 0:0            |
| Dinaburg FC                 | 2:1            | Havnar Bóltfelag    | 1:1            | 1:0            |
| Tampere United              | 8:1            | Carmarthen Town FC  | 5:0            | 3:1            |
| Narva JK Trans              | 1:8            | Kalmar FF           | 1:6            | 0:2            |
| FK Vėtra                    | 0:5            | Shelbourne FC       | 0:1            | 0:4            |
| Střední Evropa              |                |                     |                |                |
| Šachter Karagandy FK        | 4:6            | FC MTZ-RIPO         | 1:5            | 3:1            |
| FC Nitra                    | 12:2           | CS Grevenmacher     | 6:2            | 6:0            |
| FC Kilikia                  | 1:8            | FC Dinamo Tbilisi   | 1:5            | 0:3            |
| Mil-Muğan İmişli FK         | 1:2            | FC Tiraspol         | 1:0            | 0:2            |
| Jižní Evropa                |                |                     |                |                |
| FK Pobeda Prilep            | 2:4            | Farul Constanţa     | 2:2            | 0:2            |
| NK Maribor                  | 8:0            | UE Sant Julià       | 5:0            | 3:0            |
| Ethnikos Achna FC           | 5:4            | KF Partizani        | 4:2            | 1:2            |
| HŠK Zrinjski Mostar         | 4:1            | Marsaxlokk FC       | 3:0            | 1:1            |

### 2. kolo
- 1./2. července a 8./9. července 2006

| Domácí v 1. zápase      | Celkem         | Hosté v 1. zápase           | 1. zápas       | 2. zápas       |
| Severní Evropa          | Severní Evropa | Severní Evropa              | Severní Evropa | Severní Evropa |
| ----------------------- | -------------- | --------------------------- | -------------- | -------------- |
| Hibernian FC            | 8:0            | Dinaburg FC                 | 5:0            | 3:0            |
| Odense BK               | 3:1            | Shelbourne FC               | 3:0            | 0:1            |
| Lillestrøm SK           | 6:3            | Knattspyrnudeild Keflavíkur | 4:1            | 2:2            |
| Tampere United          | 3:5            | Kalmar FF                   | 1:2            | 2:3            |
| Střední Evropa          |                |                             |                |                |
| Grasshopper Club Zürich | 4:0            | FK Teplice                  | 2:0            | 2:0            |
| FC Nitra                | 2:3            | FK Dněpr Dněpropetrovsk     | 2:1            | 0:2            |
| SV Ried                 | 4:1            | FC Dinamo Tbilisi           | 3:1            | 1:0            |
| FC Tiraspol             | 4:1            | Lech Poznań                 | 1:0            | 3:1            |
| FK Moskva               | 3:0            | FC MTZ-RIPO                 | 2:0            | 1:0            |
| Jižní Evropa            |                |                             |                |                |
| MFC Sopron              | 3:4            | Kayserispor                 | 0:1            | 3:3            |
| Farul Constanţa         | 3:2            | PFK Lokomotiv Plovdiv       | 2:1            | 1:1            |
| FK Zeta                 | 1:4            | NK Maribor                  | 1:2            | 0:2            |
| Maccabi Petach-Tikva FC | 4:2            | HŠK Zrinjski Mostar         | 1:1            | 3:1            |
| NK Osijek               | 2:2            | Ethnikos Achna FC           | 2:2            | 0:0            |

### 3. kolo
- 15./16. července a 22. července 2006

| Domácí v 1. zápase      | Celkem         | Hosté v 1. zápase       | 1. zápas       | 2. zápas       |
| Severní Evropa          | Severní Evropa | Severní Evropa          | Severní Evropa | Severní Evropa |
| ----------------------- | -------------- | ----------------------- | -------------- | -------------- |
| Newcastle United FC     | 4:1            | Lillestrøm SK           | 1:1            | 3:0            |
| Kalmar FF               | 2:3            | FC Twente               | 1:0            | 1:3            |
| Odense BK               | 2:2            | Hibernian FC            | 1:0            | 1:2            |
| Střední Evropa          |                |                         |                |                |
| Grasshopper Club Zürich | 3:2            | KAA Gent                | 2:1            | 1:1            |
| Olympique de Marseille  | 2:2            | FK Dněpr Dněpropetrovsk | 0:0            | 2:2            |
| Hertha BSC Berlin       | 2:0            | FK Moskva               | 0:0            | 2:0            |
| SV Ried                 | 4:2            | FC Tiraspol             | 3:1            | 1:1            |
| Jižní Evropa            |                |                         |                |                |
| AJ Auxerre              | 4:2            | Farul Constanţa         | 4:1            | 0:1            |
| AE Larissa 1964         | 0:2            | Kayserispor             | 0:0            | 0:2            |
| Villarreal CF           | 2:3            | NK Maribor              | 1:2            | 1:1            |
| Maccabi Petach-Tikva FC | 3:4            | Ethnikos Achna FC       | 0:2            | 3:2            |